# Edward Stone Parker

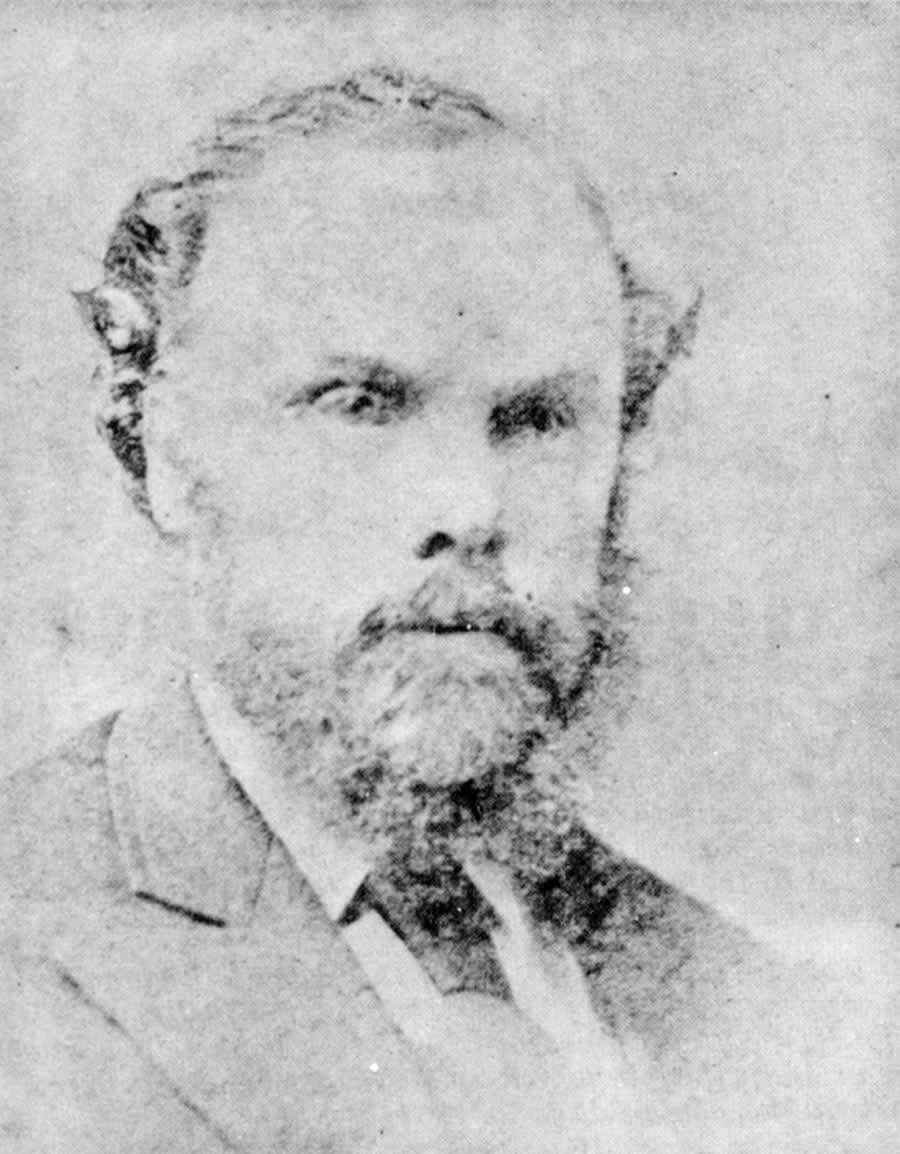
Edward Stone Parker

Edward Stone Parker  (* 17. Mai 1802 in Großbritannien; † 27. April 1865 in Franklinford, New South Wales, Australien) war ein britischer Methodisten-Prediger und Assistant Protector of Aborigines im Distrikt von Port Phillip, im kolonialen New South Wales unter George Augustus Robinson. Parker errichtete die Loddon Aboriginal Protectorate Station in Franklinford für die Dja Dja Wurrung und verwaltete sie vom Januar 1841 bis zu ihrer Auflösung Ende 1848.

## Jugend und Ausbildung
Edward Parker war der Sohn von Edward Stone Parker und seiner Frau Mary. Er erhielt eine Ausbildung zum Maler und wurde Lehrer an einer Sonntagsschule der Methodistenkirche und deren Pfarramtskandidat. 1828 heiratete er Mary Cook Woolmer. 1838 erhielt einen Lehrauftrag an einer Methodisten-Tagesschule in London und das Colonial Office in Großbritannien ernannte ihn zu einem der vier Assistenten von Robinson.

## Assistant Protector
Er erreichte mit seiner Frau und sechs Söhnen Sydney und Melbourne im Januar 1839. Im März gab Robinson Parker den Auftrag, ein Aborigines-Protektorat zum Schutz der Dja Dja Wurrung zu errichten. Zunächst plante Parker, die Station an einem Ort aufzubauen, der nicht für landwirtschaftliche Zwecke geeignet war und so wählte er das Gebiet am Mount Franklin aus, der von den Aborigines Lalgambook genannt wird. Dort errichtete er die Loddon Aboriginal Protectorate Station mit einer Heimstätte, Schule, Kirche und weiteren Gebäuden. Anfänglich war die Station mit 200 Aborigines belegt, die ihr Leben entsprechend ihrer Bedürfnisse und kulturellen Gewohnheiten gestalten konnten. Es gab einen Lehrer und weitere Angestellte, darunter war auch der Arzt Dr. W. Baylie. Parkers missionarischer Tätigkeit im Protektorat war wenig Erfolg beschieden; nur einige junge Aborigines wurden Christen und siedelten als Farmer. Das Protektorat wurde am 31. Dezember 1848 – als dort nur noch 20 bis 30  Aborigines wohnten – geschlossen.

## Persönlichkeit
Parker glaubte, dass den Aborigines nur die entsprechende Moral für eine erfolgreiche Zivilisierung fehle. Diese lag seiner Meinung nach im Christentum und in der Bruderschaft aller Menschen. Er nahm an, dass die Integration der Aborigines in die Gesellschaft gelingen könne, sofern sie die Möglichkeit erhielten, ihr Land zu ihrem Nutzen und nicht für die Weißen zu bearbeiten. Parker sah in der fehlenden Gleichberechtigung von Weißen und Aborigines auch die Hauptursache der zahlreichen sexuellen Übergriffe auf indigene Frauen in der Zeit der Grenzkonflikte zwischen Dja Dja Wurrung und Siedlern. In Schreiben an Robinson und Gouverneur Charles La Trobe plädierte er für eine großzügigere Politik gegenüber den Aborigines.
Edward Parker lernte die Sprache der Aborigines und ihre Kultur und Traditionen kennen, insbesondere des Clans der Jajowurrong, auch Loddon Aborigines genannt. Am 10. Mai 1854 hielt er einen Vortrag vor der John Knox Young Men’s Association, die das Buch The Aborigines of Australia publiziert hatte. Seine Schreiben in der La Trobe Library sind heute noch eine wertvolle Informationsquelle über das Leben der Aborigines.
Auf Initiative von Parker kamen die europäischen Siedler Henry Monro und seine Angestellten vor Gericht, die im Januar 1840 Aborigines massakriert hatten, sowie William Jenkins, William Martin, John Remington, Edward Collins und Robert Morrison, die im Februar 1841 eine ähnliche Tat begangen hatten. Beide Fälle wurden vor Gericht abgewiesen, weil die Aborigines ihre Aussagen nicht auf die Bibel beschworen und daher entsprechend der damaligen gerichtlichen Auffassungen eine Wahrheitsfindung verunmöglichten.
Parker war ein führender Laienprediger der Methodistenkirche in Port Philip und 1853 Mitglied des Council der University of Melbourne. Für den Victorian Legislative Council war er von 1854 bis 1855 nominiert und von 1857 bis 1862 Inspektor des Denominational Schools Board.
Parkers erste Frau Mary starb 1842 und 1843 heiratete er Hannah Edwards.